# 戸島龍太郎
戸島 龍太郎（とじま りゅうたろう、1967年12月6日 - ）は、北海道テレビ放送のディレクター、プロデューサー、元アナウンサー。2023年7月現在、編成局長、編成局総合制作部。担当番組は「錦鯉が行く!のりのり散歩」（チーフプロデューサー）。

## 略歴
1967年宮崎県宮崎市生まれ。日向学院高等学校、上智大学文学部新聞学科卒業後、1990年に北海道テレビに入社。報道記者、ディレクターを経て、1993年5月から「myステーション」のニュースキャスター、「Funky mama 今日もすっぴん」、「情報ワイド 夕方Don!Don!」のMCなどを務める。
2003年からは報道部に移籍し、中継や特集担当の記者を担当したほか、ドキュメンタリー番組を製作。2010年4月からはプロデュース部のプロデューサーとなる。「平成ノブシコブシのヨルオシ」「ゴトーチ」「漁師めし」「我思う、故に我ラーメン」「探検！秘境駅」「壇蜜古画」「帰省なう」などを制作。その後「イチオシ!!」、「イチモニ!」のプロデューサーを経て総合制作部へ。「おにぎりあたためますか」ゼネラルプロデューサーを担当。2022年4月から「錦鯉が行く！のりのり散歩」の企画・チーフプロデューサー。

## 人物
- 演出家・映画監督の武内英樹は大学時代からの親友[4]。
- 錦鯉の長谷川雅紀（北海道札幌市白石区の出身）とは20年来の付き合いで、戸島がアナウンサー時代に司会を務めていた『情報ワイド 夕方Don!Don!』では、長谷川がピン芸人としてリポーターを担当。長谷川が芸能活動の拠点を東京へ移したうえで、「のりのりまさのり」という芸名を名乗っていた2011年には『帰省なう』（戸島がプロデューサーとして企画したドキュメンタリー番組）へ出演した[5]。2022年4月改編からは、『錦鯉が行く!のりのり散歩』（錦鯉にとって在道テレビ局で初めての冠レギュラー番組）のプロデューサーを戸島が務める[6]。
- ディレクター・プロデューサーに異動後も、アナウンサー経験を活かしてインタビュアー役などを務めることがある。
- M-1グランプリ札幌予選の審査員を担当したことがある。

## 担当番組

### アナウンサー時代
- myステーション(1993年5月-1997年9月 ニュースキャスター)
- Funky mama 今日もすっぴん(1997年9月-1998年9月 スタジオMC)
- 情報ワイド 夕方Don!Don!(1999年-、中継リポーターやスタジオMC)

### ディレクター・プロデューサー時代
- 気分は天気730(1991年7月- ディレクター)
- 人間ビジョンスペシャル
  - 心の中の国境
  - 青いツバメ
- 旭山動物園日記
- カムイの夜明け
- テレメンタリー
- イチオシ！(2009年4月-2010年4月 ニュース編集者、2013年7月- チーフプロデューサー)
- HTB深夜開拓魂
  - 平成ノブシコブシのヨルオシ！
  - 我思う、故に我ラーメン
  - 美女動画
  - もしものが～まる
  - 帰省なう
  - 探検！秘境駅
  - 壇蜜古画
  - 食べる女
- 時を超えたエール
- イチモニ!(2018年6月- プロデューサー)
- おにぎりあたためますか(ゼネラルプロデューサー)
- 錦鯉が行く!のりのり散歩